# Željko Franulović
Željko Franulović, hrvaški tenisač * 13. junij 1947 Korčula, SFRJ.
Kot tenisač je tekmoval za SFR Jugoslavijo in ima od takrat dolgo kariero v teniškem vodstvu. Od leta 2005 je direktor turnirja Monte-Carlo Masters.
Medtem, ko je bila njegova najvišja kariera na ATP uvrstitvi na 6. mesto, je bila lestvica ATP postavljena po njegovem razcvetu 1969–1971 - Franulović je bil uvrščen med 20 najboljših v letih 1970 in 1971, marca 1971 pa je dosegel 8. mesto Finalist Odprtega prvenstva Francije 1970 in zmagovalec istega leta v Monte Carlu.